# Mimma Zavoli
Mimma Zavoli (n. Santarcangelo di Romagna, Emilia-Romaña, Italia, 13 de febrero de 1963) es una política y profesora italiana-sanmarinense. Durante años ha trabajado en la enseñanza. Es miembro-fundadora del partido político "Movimento Civico10". Desde 2012 es diputada del parlamento nacional "Consejo Grande y General".
Fue elegida el 1 de abril de 2017 para ser la nueva jefa de Estado de San Marino, junto a Vanessa D'Ambrosio. Fueron las primeras mujeres en gobernar juntas en toda la historia del país.

## Biografía

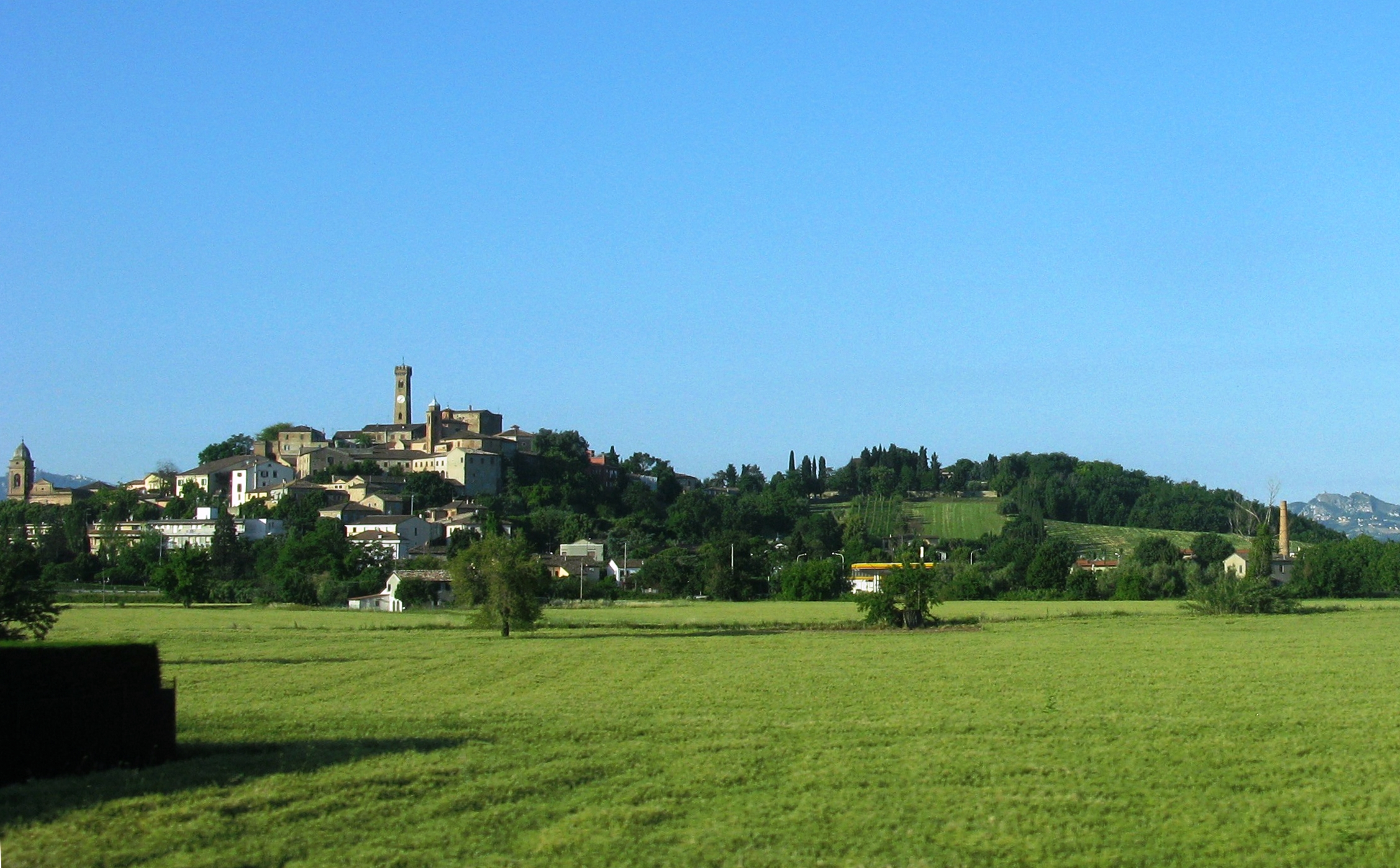
Lugar de nacimiento.

Nacida en el municipio italiano de Santarcangelo di Romagna el día 13 de febrero de 1963. Cuando era una niña emigró junto a sus padres que eran agricultores, hacia la República de San Marino. Se formó como profesora de preescolar y al terminar su formación superior, comenzó a trabajar en guarderías y colegios. Actualmente está casada y tiene dos hijos.
En la política comenzó como miembro del Partido Demócrata Cristiano Sanmarinense (PDCS) desde 1977 hasta 1989; y durante ese tiempo perteneció al Consejo Local (Giunta di castello) de la Ciudad de San Marino.
Luego en el 2012 fue una de las fundadoras del partido Movimento Civico10 y en las elecciones parlamentarias de noviembre de ese mismo año, resultó elegida diputada en el Consejo Grande y General de San Marino.
Dentro del parlamento cabe destacar que es parte de la delegación sanmarinense ante la organización internacional Unión Interparlamentaria (UIP).
En las siguientes elecciones parlamentarias de 2016, ha sido reelegida diputada y pertenece a la Comisión Parlamentaria de Justicia e Interior, al Consejo de los 12 ("Consiglio dei XII") y continua en la Unión Interparlamentaria.
El día 1 de abril de 2017, junto a Vanessa D'Ambrosio fue nombrada Capitán Regente de la República de San Marino (Jefa de Estado), en sucesión de Marino Riccardi y Fabio Berardi. Era la primera vez en toda la historia del país que estaba gobernado por dos mujeres.